# Венцель Роберт фон Ґалленберґ
Граф Венцель Роберт фон Ґалленберґ (нім. Wenzel Robert von Gallenberg; 28 грудня 1783 — 13 березня 1839) — австрійський композитор.

## Біографія
Походив із аристократичної сім'ї, проте, вирішив займатися музикою професійно. Навчався у Йоганна Георга Альбрехтсбергера. У 1803 році одружився з Джульєттою Гвіччарді (якою був захоплений Людвіг ван Бетовен та присвятив їй сонату для фортепіано № 14, так звану «Місячну») і поїхав разом з нею в Італію. У 1805 році підготував у Неаполі музичне свято на честь майбутнього короля Жозефа Бонапарта, після його коронації в 1806 році був призначений капельмейстером і придворним композитором. На цій посаді ввів у неаполітанську оперну і особливо балетну (на яку в Неаполі зверталося велику увагу) музику традиції віденської композиторської школи.
Ґалленберґ був помічений і підтриманий одним з найвідоміших імпресаріо Італії, Доменіко Барбайя, який, бувши призначений в 1821 році керівником Віденської придворної трупи, запросив Ґалленберґа на посаду свого заступника. На цій посаді Ґалленберґ працював в 1822—1823 рр., а в 1828 — зайняв місце Барбайї на чолі Віденської опери (проте через два роки був змушений був піти у відставку через поганий фінансовий стан театру). У 1830—38 роках жив і працював в Італії і у Франції, писав переважно балети, в 1836—38 роках був директором театру в Неаполі.

## Твори
Ґалленберґ є автором близько 50 балетів, серед яких:
- 1810 — «Вільгельм Телль»
- 1811 — «Самсон»
- 1813 — «Арсіноя і Телемак»
- 1815 — «Гамлет»
- 1817 — «Синя борода» в постановці Армана Вестріса (театр «Сан-Карло», Неаполь)[7]
- 1820 — «Альфред Великий» (нім. Alfred der Grosse)
- 1821 — «Жанна д’Арк»

Йому також належать оркестрові увертюри, п'єси для арфи, безліч творів для фортеп'яно, 12 німецьких пісень. Варіації на його теми писали, зокрема, Карл Черні та Антон Діабеллі.